# 2020년 하계 올림픽 역도
2020년 하계 올림픽 역도(일본어: 2020年夏季オリンピックのウエイトリフティング競技)은 2020년 하계 올림픽의 정식 종목으로 진행된 역도 경기로 2021년 7월 24일부터 8월 4일까지 일본 도쿄 도쿄 국제 포럼에서 열렸다.
이번 대회부터 남녀 종목수가 동수가 되도록 하려는 추세에 따라, 역도 종목 역시 남자 종목 하나가 빠지면서 총 금메달수는 15개에서 14개로 줄었다. 2018년 7월 국제 역도 연맹은 이 같은 변화를 반영한 공식 체급 기준을 발표하였다.

## 예선
이번 대회에 참가하는 역도 선수 규모는 196명으로, 지난 대회인 2016년 리우 올림픽의 260명에서 대폭 축소되었다. 각 국가별 참가가능 규모도 줄어들었다. 도핑 위반 사례가 특히 많았던 네 국가는 이번 대회의 출전이 금지되었다.

## 경기 일정
아래는 대회 일정표이다.
| 날짜        | 7월 24일 | 7월 25일 | 7월 26일 | 7월 27일 | 7월 28일 | 7월 29일 | 7월 30일 | 7월 31일 | 8월 1일 | 8월 2일 | 8월 3일 | 8월 4일 |
| ----------- | -------- | -------- | -------- | -------- | -------- | -------- | -------- | -------- | ------- | ------- | ------- | ------- |
| 남자 61kg   |          | 결승     |          |          |          |          |          |          |         |         |         |         |
| 남자 67kg   |          | 결승     |          |          |          |          |          |          |         |         |         |         |
| 남자 73kg   |          |          |          |          | 결승     |          |          |          |         |         |         |         |
| 남자 81kg   |          |          |          |          |          |          |          | 결승     |         |         |         |         |
| 남자 96kg   |          |          |          |          |          |          |          | 결승     |         |         |         |         |
| 남자 109kg  |          |          |          |          |          |          |          |          |         |         | 결승    |         |
| 남자 109+kg |          |          |          |          |          |          |          |          |         |         |         | 결승    |
| 여자 49kg   | 결승     |          |          |          |          |          |          |          |         |         |         |         |
| 여자 55kg   |          |          | 결승     |          |          |          |          |          |         |         |         |         |
| 여자 59kg   |          |          |          | 결승     |          |          |          |          |         |         |         |         |
| 여자 64kg   |          |          |          | 결승     |          |          |          |          |         |         |         |         |
| 여자 76kg   |          |          |          |          |          |          |          |          | 결승    |         |         |         |
| 여자 87kg   |          |          |          |          |          |          |          |          |         | 결승    |         |         |
| 여자 87+kg  |          |          |          |          |          |          |          |          |         | 결승    |         |         |

## 참가

### 참가국
- 알바니아 (2)
- 알제리 (1)
- 아메리칸사모아 (1)
- 아르메니아 (2)
- 오스트레일리아 (5)
- 오스트리아 (2)
- 벨라루스 (2)
- 벨기에 (2)
- 보츠와나 (1)
- 브라질 (2)
- 불가리아 (2)
- 카메룬 (2)
- 캐나다 (5)
- 칠레 (1)
- 중화인민공화국 (8)
- 콜롬비아 (3)
- 쿠바 (4)
- 체코 (1)
- 도미니카 공화국 (5)
- 에콰도르 (4)
- 프랑스 (4)
- 조지아 (4)
- 독일 (3)
- 가나 (1)
- 영국 (4)
- 그리스 (1)
- 헝가리 (1)
- 인도 (1)
- 인도네시아 (5)
- 이란 (2)
- 이스라엘 (1)
- 이탈리아 (4)
- 일본 (7)
- 카자흐스탄 (2)
- 키르기스스탄 (1)
- 라트비아 (2)
- 레바논 (1)
- 리투아니아 (1)
- 마다가스카르 (2)
- 몰타 (1)
- 모리셔스 (1)
- 멕시코 (4)
- 몰도바 (1)
- 몽골 (1)
- 모로코 (1)
- 나우루 (1)
- 네덜란드 (1)
- 뉴질랜드 (5)
- 니카라과 (1)
- 오만 (1)
- 파키스탄 (1)
- 팔레스타인 (1)
- 파푸아뉴기니 (2)
- 페루 (1)
- 필리핀 (2)
- 그리스 (1)
- 폴란드 (3)
- 난민 (1)
- 러시아 올림픽 위원회 (2)
- 사우디아라비아 (1)
- 솔로몬 제도 (1)
- 대한민국 (8)
- 스페인 (4)
- 스웨덴 (1)
- 시리아 (1)
- 중화 타이베이 (6)
- 통가 (1)
- 튀니지 (5)
- 튀르키예 (2)
- 투르크메니스탄 (5)
- 우크라이나 (2)
- 미국 (8)
- 우즈베키스탄 (4)
- 베네수엘라 (4)
- 베트남 (2)

## 메달리스트

### 남자
| 종목   | 금                               | 은                                  | 동                                 |
| ------ | -------------------------------- | ----------------------------------- | ---------------------------------- |
| 61kg   | 리파빈 · 중화인민공화국          | 에코 율리 이라완 · 인도네시아       | 이고리 손 · 카자흐스탄             |
| 67kg   | 천리쥔 · 중화인민공화국          | 루이스 하비에르 모스케라 · 콜롬비아 | 미르코 찬니 · 이탈리아             |
| 73kg   | 스즈융 · 중화인민공화국          | 훌리오 마요라 · 베네수엘라          | 라맛 에르윈 압둘라 · 인도네시아    |
| 81kg   | 뤼샤오쥔 · 중화인민공화국        | 사카리아스 보나트 · 도미니카 공화국 | 안토니노 피촐라토 · 이탈리아       |
| 96kg   | 파리스 알바흐 · 카타르           | 케이도마르 바예니야 · 베네수엘라    | 안톤 플레스노이 · 조지아           |
| 109kg  | 아크바르 주라예프 · 우즈베키스탄 | 시몬 마르티로샨 · 아르메니아        | 아르투르스 플레스니엑스 · 라트비아 |
| 109kg+ | 라샤 탈라하제 · 조지아           | 알리 다부디 · 이란                  | 만 아사드 · 시리아                 |

### 여자
| 종목  | 금                          | 은                               | 동                                  |
| ----- | --------------------------- | -------------------------------- | ----------------------------------- |
| 49kg  | 허우즈후이 · 중화인민공화국 | 사이콤 미라바이 차누 · 인도      | 윈디 찬티카 아이사 · 인도네시아     |
| 55kg  | 하이딜린 디아스 · 필리핀    | 랴오추윈 · 중화인민공화국        | 줄피야 친샤늘로 · 카자흐스탄        |
| 59kg  | 궈싱춘 · 중화 타이베이      | 폴리나 구리예바 · 투르크메니스탄 | 안도 미키코 · 일본                  |
| 64kg  | 모드 샤롱 · 캐나다          | 조르자 보르디뇬 · 이탈리아       | 천원후이 · 중화 타이베이            |
| 76kg  | 네이시 다호메스 · 에콰도르  | 캐서린 나이 · 미국               | 아레미 푸엔테스 · 멕시코            |
| 87kg  | 왕저우위 · 중화인민공화국   | 타마라 살라사르 · 에콰도르       | 크리스메리 산타나 · 도미니카 공화국 |
| 87kg+ | 리원원 · 중화인민공화국     | 에밀리 캠벨 · 영국               | 세라 로블스 · 미국                  |

## 같이 보기
- 2018년 아시안 게임 역도
- 2018년 하계 청소년 올림픽 역도
- 올림픽 역도